# Nauczanie dzieci uzdolnionych
Nauczanie dzieci uzdolnionych (znane również jako Nauczanie dzieci uzdolnionych i utalentowanych, ang. Gifted and Talented Education – GATE), Wybitnie uzdolnieni i utalentowani (ang. Talented and Gifted – TAG lub G/T) jest szerokim pojęciem obejmującym specjalne praktyki, procedury i teorie wykorzystywane w nauczaniu dzieci, które zostały zaklasyfikowane jako wybitnie uzdolnione lub utalentowane. Nie istnieje żadna ogólnie przyjęta definicja pojęcia wybitnie uzdolniony uczeń.
W 2011 roku stowarzyszenie National Association for Gifted Children (NAGC) opublikowało raport, w którym przedstawiło definicję pojęcia wybitnie uzdolniony uczeń. Termin wybitnie uzdolniony w tym raporcie oznacza osoby, które wykazują nadzwyczajne zdolności lub umiejętności w jednej lub wielu dziedzinach. Pojęcie zdolności zostało definiowane jako wyjątkowa zdolność do nauki lub rozumowania. Pojęcie umiejętności zostało zdefiniowane jako udokumentowane dokonania u najlepszych 10% populacji.

## Historia

### Od Okresu klasycznego do Renesansu
Nauczanie dzieci wybitnie uzdolnionych i utalentowanych sięga tysięcy lat wstecz. Platon (ok. 427–ok. 347 p.n.e.) był zwolennikiem zapewnienia szczególnego rodzaju edukacji intelektualnie uzdolnionym młodym kobietom i mężczyznom. W Chinach w Dynastii Tang (580–618 n.e.), cudowne dzieci były wzywane na dwór cesarski i zapewniana im była specjalna edukacja. W renesansie osoby, które przejawiały szczególne talenty w dziedzinie sztuki, architektury i literatury miały wsparcie zarówno rządu, jak i prywatnych patronów.

### Sir Francis Galton
Jedne z najwcześniejszych badań przeprowadzonych przez cywilizację zachodnią nad zdolnościami ludzi zostały wykonane przez Francisa Galtona, który to w latach 1888–1894 przeprowadził i zebrał w całość pomiary ponad 7,5 tys. osób, aby zbadać ich naturalne zdolności intelektualne. W ramach tego badania stwierdził on, że jeśli zdolności intelektualne rodziców odbiegają od powszechnie przyjętej normy, taka sama sytuacja ma miejsce w przypadku ich dzieci, ale w mniejszym stopniu, co jest jednym z najwcześniej zaobserwowanych przypadków regresji w kierunku wartości średniej. Galton wierzył, że poszczególne osoby mogą być „ulepszane” poprzez ingerencję w dziedziczenie, ruch ten nazwano eugeniką. Podzielił on ludzi na wybitnie uzdolnionych, zdolnych, średnich oraz zdegenerowanych i zalecał rozmnażanie osobników z dwóch pierwszych grup, a także wstrzymanie rozmnażania jednostek z dwóch ostatnich kategorii. Najbardziej inteligentne i utalentowane osoby określał mianem „wybitnych” i po przeprowadzeniu badań na najbardziej prominentnych rodzinach w Anglii, doszedł do wniosku, że wybitność danej osoby jest bezpośrednio związana z jej linią dziedziczenia.

### Lewis Terman
Na Uniwersytecie Stanforda w 1918 Lewis Terman zaadaptował stworzony przez Alfreda Bineta test na inteligencję i stworzył test na inteligencję Stanford-Bineta oraz wprowadził wskaźnik ilorazu inteligencji (IQ) do testu. Według Termana wskaźnik IQ to umysłowy wiek danej osoby porównany z jej wiekiem metrykalnym, w oparciu o normy dotyczące wieku umysłowego, które opracował po przebadaniu grupy dzieci. Zdefiniował on inteligencję jako „zdolność do abstrakcyjnego myślenia”. W czasie II wojny światowej Terman był oficerem w armii USA i współpracował z innymi psychologami nad testami na inteligencję dla rekrutów. Po raz pierwszy testy na inteligencję zostały wypróbowane na szerszą skalę właśnie na nowo zrekrutowanych żołnierzach.
Po wojnie Terman przeprowadził zakrojone na szeroką skalę badania oparte na strategii porównań podłużnych na grupie 643 dzieci w Kalifornii, które osiągnęły wynik na teście IQ 140 lub większy – badania te nazwano Genetic Studies of Genius (genetyczne badania nad geniuszem). Terman kontynuował badanie tych dzieci także w trakcie ich dalszego życia. Dzieci poddane tym badaniom nazwano „termites” (termity) i prowadzący badania kontaktowali się z nimi w 1921, a następnie w 1930, 1947 i 1959, po śmierci Termana. W tamtych czasach badania Termana były najobszerniejszymi badaniami na zaawansowanych intelektualnie dzieciach i nadal są cytowane w literaturze z zakresu psychologii. Terman twierdził, że obalił powszechne mylne wyobrażenia na temat tych dzieci, takie jak np. że wybitnie inteligentne dzieci są podatne na choroby fizyczne i psychiczne, że ich inteligencja wypala się na wczesnym etapie życia lub że albo osiągają w życiu wiele, albo pozostają niespełnieni i niedocenieni.

### Leta Hollingworth
Leta Hollingworth była pierwszą badaczką w USA, która zajęła się badaniami nad tym jak najlepiej można przysłużyć się uczniom, którzy uzyskali wysoki wynik na teście na inteligencję. Chociaż zgadzała się z Termanem i Galtonem, że dziedziczenie odgrywa kluczową rolę w posiadanym poziomie inteligencji, Hollingworth równie duże znaczenie przypisywała otoczeniu w domu i strukturze edukacji. Hollingworth pracowała nad obaleniem powszechnego przekonania, że „inteligentne dzieci dają sobie radę same” i podkreślała wagę wczesnej identyfikacji, codziennego kontaktu oraz grupowania dzieci uzdolnionych w podobnych obszarach. Hollingworth przeprowadziła trwające 18 lat badania na 50 dzieciach w Nowym Jorku, które na teście Stanford-Bineta zdobyły wynik 155 lub więcej, a także badała mniejsze grupy dzieci, które zdobyły powyżej 180 punktów. Prowadziła również szkołę w Nowym Jorku dla wybitnie uzdolnionych uczniów, w której wprowadzono program nauczania oparty na poszukiwaniach prowadzonych przez uczniów, w opozycji do programu nauczania narzucanego przez nauczyciela, zapewniając tym samym uczniom bardziej zaawansowany program nauczania.

### Zimna wojna
Jednym z nieprzewidzianych rezultatów wystrzelenia w kosmos Sputnika przez Związek Socjalistycznych Republik Radzieckich było wywarcie bezpośredniego wpływu na edukację uczniów wybitnie uzdolnionych w USA i powstanie pytania czy rząd federalny USA powinien w ogóle angażować się w edukację publiczną. Ustawa National Defense Education Act (Ustawa o Rozwoju i Ochronie Szkolnictwa NDEA) została przegłosowana w Kongresie w 1958 r. i zgodnie z nią przeznaczono 1 mld USD na wsparcie nauczania fizyki, matematyki i informatyki w szkołach publicznych. Nauczyciele zostali natychmiast zmobilizowani do zidentyfikowania szczególnie uzdolnionych uczniów oraz wspomagania ich w nauce w szkole. Uczniowie wybrani jako szczególnie uzdolnieni musieli na teście na inteligencję zdobyć co najmniej 130 punktów.

### Raport Marlanda
Wpływ ustawy NDEA był widoczny w szkołach przez wiele lat po jej uchwaleniu, ale badania nad tym, w jaki sposób skuteczna edukacja zaspokaja potrzeby uczniów szczególnie utalentowanych zostały zapoczątkowane przez amerykański Departament Edukacji w 1969 r. Raport Marlanda ukończony w 1972 r. po raz pierwszy przedstawił ogólną definicję pojęcia „utalentowany” i zalecił jej przyjęcie. Raport ten pozwolił na wykazanie przez uczniów wybitnych uzdolnień, których nie udało się zmierzyć w testach na inteligencję. 
„Uzdolnionymi i utalentowanymi nazywamy dzieci, o których mówi się, że dzięki wybitnym zdolnościom są w stanie wykazać się zaawansowanymi dokonaniami. Są to dzieci wykazujące się osiągnięciami i/lub potencjalnymi zdolnościami w jednej lub kilku dziedzinach, takich jak:
1. ogólne zdolności umysłowe,
2. specyficzne umiejętności w głównych przedmiotach szkolnych,
3. sztuki plastyczne i wykonawcze,
4. zdolności przywódcze,
5. zdolności psychomotoryczne.”

 Definicja przedstawiona w raporcie do dziś pozostaje podstawową definicją pojęcia „osoba utalentowana i uzdolniona”, stosowaną w większości amerykańskich dystryktów i stanów.

### Raport „A Nation at Risk”
W 1983 wyniki trwających 18 miesięcy badań przeprowadzonych na uczniach szkół średnich zostały opublikowane w formie raportu zatytułowanego „A Nation at Risk”. Według nich studenci w USA nie otrzymywali już lepszego wykształcenia i nie mogli konkurować ze studentami z innych rozwiniętych krajów. Jedną z rekomendacji przedstawionych w raporcie było zwiększenie możliwości rozwoju dla studentów szczególnie utalentowanych poprzez wzbogacenie programu nauczania. Zalecono rządowi federalnemu USA stworzenie standardów identyfikacji oraz nauczania uczniów i studentów szczególnie uzdolnionych.

### Jacob Javits Gifted i jego „Talented Students Education Act”
Przygotowany przez Jacoba Javitsa dokument Gifted and Talented Students Education Act został przegłosowany w 1988 jako część ustawy Elementary and Secondary Education Act (ESEA). W miejsce programów nauczania uczniów szczególnie uzdolnionych na poziomie dystryktów, ustawa Javisa zaproponowała trzy główne części składowe edukacji osób wybitnie uzdolnionych: tworzenie skutecznych testów, identyfikacja i programowanie przeprowadzane przez National Research Center on the Gifted and Talented (Krajowe centrum badań nad osobami szczególnie uzdolnionymi i utalentowanymi), przyznawanie grantów college’om, stanom i dystryktom, które skupiały się na wspieraniu osób szczególnie uzdolnionych, a także stanom i dystryktom stosującym się do założeń programu.
Roczne finansowanie grantów musi być zatwierdzane przez Kongres USA i w 2007 r. wyniosło łącznie 9,6 mln USD, ale pieniądze te nie są takie pewne. Kiedy był prezydentem, George W. Bush odmówił przekazania pieniędzy w każdym roku swojej kadencji, ale Kongres i tak dopilnował, żeby trafiły one do odpowiednich instytucji.

### Ustawa „No Child Left Behind”
Najnowsza inicjatywa dotycząca edukacji dzieci stała się prawem w 2002 r. Celem ustawy „No Child Left Behind” (NCLB) było doprowadzenie umiejętności wszystkich uczniów do określonego poziomu, ale zawarte w niej rozwiązania nie odpowiadają potrzebom szczególnie uzdolnionych uczniów, których możliwości znacznie przewyższają ogólnie przyjęty poziom. Ustawa przewiduje kary dla szkół, administratorów i nauczycieli w przypadku, jeśli uczeń nie zrealizuje założonego planu, ale nie reguluje kwestii norm dla uczniów szczególnie uzdolnionych, zmuszając szkoły i nauczycieli do poświęcania czasu przeciętnym i słabym uczniom. W artykule opublikowanym w The Washington Post napisano, „The unmistakable message to teachers -- and to students -- is that it makes no difference whether a child barely meets the proficiency standard or far exceeds it.” („Wiadomość dla nauczycieli i uczniów brzmi następująco – nieważne czy dziecku ledwie udaje się sprostać przyjętym standardom, czy też znacznie je przewyższyć”) Gifted services have been recently eroding as a result of the new legislation, according to a 2006 article in The New York Times.

### Raport „A Nation Deceived”
W 2004 roku Fundacja Templetona sfinansowała przygotowanie raportu pt. „A Nation Deceived: How Schools Hold Back America’s Brightest Students”, w którym ukazano rozdźwięk pomiędzy badaniami nad przyśpieszeniem nauczania (generalnie popierając je z akademickiego i psychologicznego punktu widzenia) oraz praktyką nauczania w USA, która jest zazwyczaj w opozycji do wniosków z badań. Institute for Research and Policy on Accleleration (Instytut Badań i Polityki Przyspieszania Edukacji) (IRPA) został powołany do życia w 2006 w The Connie Belin and Jacqueline N. Blank International Center for Gifted Education and Talent Development w College of Education na Uniwersytecie w Iowa przy wsparciu Fundacji Templetona, jako rezultat publikacji tego raportu.

## Badania nad uzdolnieniem
Stworzenie wczesnych testów na inteligencję przez Alfreda Bineta doprowadziło do powstania testu Stanford-Bineta stworzonego przez Lewisa Termana. Terman rozpoczął długotrwałe badania nad wybitnie uzdolnionymi dziećmi z zamiarem sprawdzenia czy powszechnie panująca opinia, że wybitnie utalentowane dzieci tracą swoje zdolności wraz z wiekiem, jest prawdą. Badanie oparte na strategii porównań podłużnych przeprowadzone przez Termana (Genetic Studies of Genius) zostało opisane przez kolejnych badaczy, którzy kontynuowali to badanie po śmierci Termana, a także przez niezależnego badacza, który posiadał pełny dostęp do dokumentacji badania.
Współczesne badania Jamesa i Kulika zakończyły się konkluzją, zgodnie z którą szczególnie uzdolnieni uczniowie korzystają najmniej z nauki w klasach mieszanych pod względem poziomu inteligencji i korzystają najwięcej z nauki wspólnie z innymi uczniami o podobnym stopniu zaawansowania na przyspieszonych lub wzbogaconych zajęciach.

### Definicja uzdolnienia
Istnieją rozbieżności co do definicji uzdolnienia: nawet używając tego samego testu na iloraz inteligencji w celu zdefiniowania uzdolnienia, można nie zgadzać się co do tego, co oznacza pojęcie „uzdolniony” – dla jednych może to być najlepsze 2% populacji, dla innych 5%, w odniesieniu do populacji stanu, dystryktu lub szkoły. W obrębie jednego okręgu szkolnego mogą istnieć zasadnicze różnice w rozkładzie mierzonego IQ (IQ górnego percentyla w najlepszej szkole może być inne niż w przypadku szkoły gorszej).
W swoim dziele zatytułowanym Identifying Gifted Children: A Practical Guide, Susan K. Johnsen (2004) wyjaśnia, że wszystkie szczególnie uzdolnione dzieci mogą potencjalnie osiągnąć wysokie wyniki w obszarach zawartych w definicji pojęcia „uczeń szczególnie utalentowany i uzdolniony” opracowanej przez rząd USA:
Termin „szczególnie utalentowany i uzdolniony” używany w stosunku do uczniów, dzieci lub młodzieży oznacza osoby, które wykazują duże zdolności w takich obszarach jak zdolności intelektualne, twórcze lub przywódcze lub w określonych dziedzinach akademickich oraz które wymagają zapewnienia wsparcia lub aktywności, które nie są normalnie zapewniane przez szkoły, aby mogły w pełni rozwinąć swoje uzdolnienia.
Stowarzyszenie National Association for Gifted Children in the United States definiuje uzdolnienie jako:
Ludzie szczególnie uzdolnieni to tacy, którzy przejawiają wybitny poziom zdolności (definiowanej jako wyjątkowa umiejętność rozumowania i nauki) lub umiejętności (udokumentowane wyniki lub osiągnięcia w 10% najlepszych) w jednej lub więcej dziedzinach. Dziedziny te obejmują każdy usystematyzowany obszar aktywności z własnym systemem znaków (np. matematyka, muzyka, język) i/lub zestaw umiejętności sensomotorycznych (np. malowanie, taniec, sport).
Rozwijanie zdolności i talentów to proces trwający całe życie. Może to być oczywiste w przypadku dzieci, które osiągają wysokie wyniki na testach i/lub innych pomiarach uzdolnień lub wykazują szybkie tempo uczenia się w porównaniu do innych uczniów w tym samym wieku lub mają faktyczne osiągnięcie w jakiejś dziedzinie. Jednak w miarę jak ludzie dojrzewają, przez dzieciństwo aż po wiek młodzieńczy, osiągnięcia i wysoki poziom motywacji w danej dziedzinie stają się główną cechą ich uzdolnienia. Różne czynniki mogą bądź zwiększyć, bądź zahamować rozwój i ekspresję ich umiejętności.
Definicja ta została przyjęta częściowo lub w całości przez większość amerykańskich stanów. Większość przyjęła definicję podobną do tej stosowanej w Teksasie, która brzmi następująco:
[Sformułowanie] „uzdolniony i utalentowany uczeń” oznacza dziecko lub młodego człowieka, który przejawia potencjał do osiągania wysokiego poziomu realizacji powierzonych zadań, w porównaniu do innych uczniów w tym samym wieku, z podobnym doświadczeniem lub pochodzących z podobnego środowiska, oraz który:
- wykazuje niezwykłe zdolności w obszarze umiejętności intelektualnych, twórczych i artystycznych;
- posiada niezwykłe umiejętności przywódcze; lub
- specjalizuje się w określonej dziedzinie naukowej[23].

Główne cechy zawarte w tych definicjach to: (a) zróżnicowanie obszarów, w których umiejętności te mogą występować (np. umiejętności intelektualne, twórcze, artystyczne, przywódcze, akademickie), (b) porównanie z innymi grupami (np. uczniowie z klas ogólnych lub w tym samym wieku, z podobnym doświadczeniem, z podobnego środowiska) oraz (c) użycie terminologii sugerującej potrzebę rozwijania talentu (np. uzdolnienie i potencjał).

#### Opieranie się na IQ
W swojej książce zatytułowanej Identifying Gifted Children: A Practical Guide, Susan K. Johnsen (2004) pisze, że szkoły powinny stosować cały wachlarz środków mających na celu pomiar uzdolnień i potencjałów przy identyfikacji szczególnie uzdolnionych dzieci. Środki te mogą obejmować teczki prac uczniów, obserwacje w klasie, pomiary osiągnięć oraz wyniki testów na inteligencję. Większość specjalistów w nauczaniu przyjmuje, że żaden z tych środków nie może być używany w oderwaniu od innych w celu identyfikacji szczególnie uzdolnionego dziecka.
Nawet jeśli pojęcie IQ jest ogólnie rzecz biorąc przydatne identyfikowaniu naukowo uzdolnionych uczniów, którzy korzystaliby z dalszych możliwości rozwoju, wartość graniczna dla uzdolnienia pozostaje nadal ważna. Jak napisano powyżej, różne autorytety często w różny sposób definiują uzdolnienie.

## Zastosowanie na całym świecie

### Australia
Publiczna edukacja uczniów szczególnie uzdolnionych w Australii różni się znacznie między poszczególnymi stanami. w Nowej Południowej Walii istnieje 95 szkół podstawowych z klasami dla dzieci uzdolnionych w wieku 5 i 6 lat. Jest tam również 17 w pełni selektywnych szkół średnich oraz 25 częściowo selektywnych szkół średnich. W Australii Zachodniej istnieje 17 selektywnych programów nauczania w szkołach średnich, w tym w szkole Perth Modern School, w pełni selektywnej szkole. W Queensland są 3 akademie, które zapewniają warunki do nauki uczniom w wieku 10,11 i 12 lat. W Australii Południowej w publicznych szkołach średnich istnieją 3 programy skierowane do uczniów w wieku 8,9 i 10 lat, w tym w Glenuga International High School. W 2012 r. rząd w Wiktorii zlecił przeprowadzenie dochodzenia parlamentarnego w sprawie nauczania szczególnie uzdolnionych i utalentowanych dzieci. Jedną z rekomendacji będącej wynikiem tego dochodzenia było sporządzenie przez rząd listy szkół, w których istnieją programy nauczania dla szczególnie uzdolnionych dzieci, jednak rząd nie zastosował się do tej rekomendacji. Niektóre szkoły prywatne również stworzyły programy nauczania dla szczególnie uzdolnionych uczniów.
| Stan/Obszar                        | Publiczne szkoły podstawowe z programami dla szczególnie uzdolnionych uczniów | Częściowo selektywne publiczne szkoły średnie | W pełni selektywne publiczne szkoły średnie |
| ---------------------------------- | ----------------------------------------------------------------------------- | --------------------------------------------- | ------------------------------------------- |
| Nowa Południowa Walia              | 95                                                                            | 25                                            | 17                                          |
| Australia Zachodnia                | 0                                                                             | 16                                            | 1                                           |
| Queensland                         | 0                                                                             | 0                                             | 3                                           |
| Australia Południowa               | 0                                                                             | 3                                             | 0                                           |
| Wiktoria                           | ?                                                                             | ?                                             | ?                                           |
| Tasmania                           | 0                                                                             | 0                                             | 0                                           |
| Australijskie Terytorium Stołeczne | 0                                                                             | 0                                             | 0                                           |
| Terytorium Północne                | 0                                                                             | 0                                             | 0                                           |

### Kanada

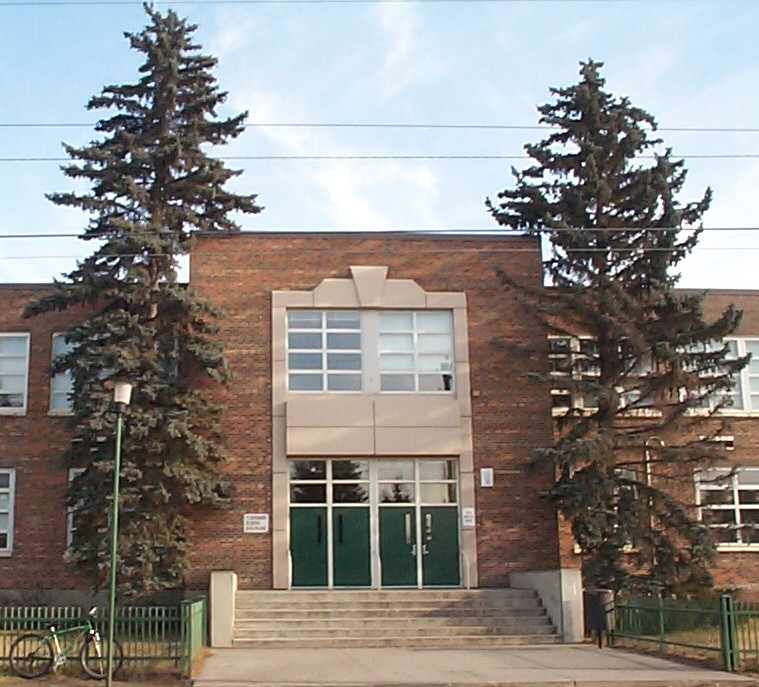
Szkoła Queen Elizabeth High School w Calgary oferuje uczniom program GATE (w klasach od 7 do 12)

Rada Edukacji Calgary (ang. Calgary Board of Education – CBE) posiada liczne szkoły podstawowe i średnie oferujące uczniom program GATE (ang. Gifted and Talented Education) w klasach 4-12. Program przeznaczony jest dla uczniów, którzy na teście na inteligencję uplasowali się najwyżej w tzw. ang. Very Superior Range, kwalifikując się do kategorii uzdolniony lub geniusz. Na każdym z trzech poziomów znajdują się dwie szkoły oferujące uczniom program GATE, jedna w północnej części miasta (Obszar CBE I, II i III) i jedna w południowej części (Obszary CBE IV i V). Na poziomie drugim, w klasach 4-6 program ten jest dostępny w szkole podstawowej Hillhurst Elementary School w części północnej i w Nellie McClung Elementary School w części południowej. Na poziomie 3, w klasach 7-9, jest on dostępny w Queen Elisabeth High School w części północnej oraz w John Ware Junio High School w części południowej. Na poziomie 3, w klasach 10-12, Queen Elisabeth High School oferuje program GATE w części północnej, a w części południowej Henry Wise Wood Senior High School. Zajęcia prowadzone według programu GATE są bardziej szczegółowe i obejmują często materiał z klas wyższych z trudniejszymi zadaniami oraz szybszym tempem nauczania. Uczniowie czerpią korzyści z uczenia się w towarzystwie uczniów im podobnych. Uczniowie ci chodzą do szkoły razem z normalnymi uczniami oraz tymi biorącymi udział w innych programach (np. IBO, Advanced Placement) W roku szkolnym 2014-15 uczniowie z klas 4-7 w południowej części miasta mają uczęszczać do Louis Riel Junior High School, w którym już wcześniej wprowadzono program naukowy, a uczniowie z normalnego programu nauczania mają zostać przeniesieni do szkół Nellie McClung i John Ware. Uczniowie w szkole John Ware mają zostać wycofani: 8. klasa GATE ma zakończyć się w 2015 r., 9. klasa ma zakończyć się w 2016 r., podczas gdy program GATE zostanie rozszerzony na 9. klasę w szkole Louis Riel do września 2016 r. Zanim pojawił się w szkole John Ware, program GATE prowadzony był w szkole Elboya. Wielu nauczycieli ze szkoły Nellie McClung i John Ware ma zostać przeniesionych do nowej szkoły, która została wybrana do rozwiązywania kwestii uczniów i skupiania zasobów.
Wśród znanych absolwentów programu CBE GATE znajduje się 36. burmistrz Calgary, Naheed Nenshil, ze szkoły Queen Elizabeth High School.

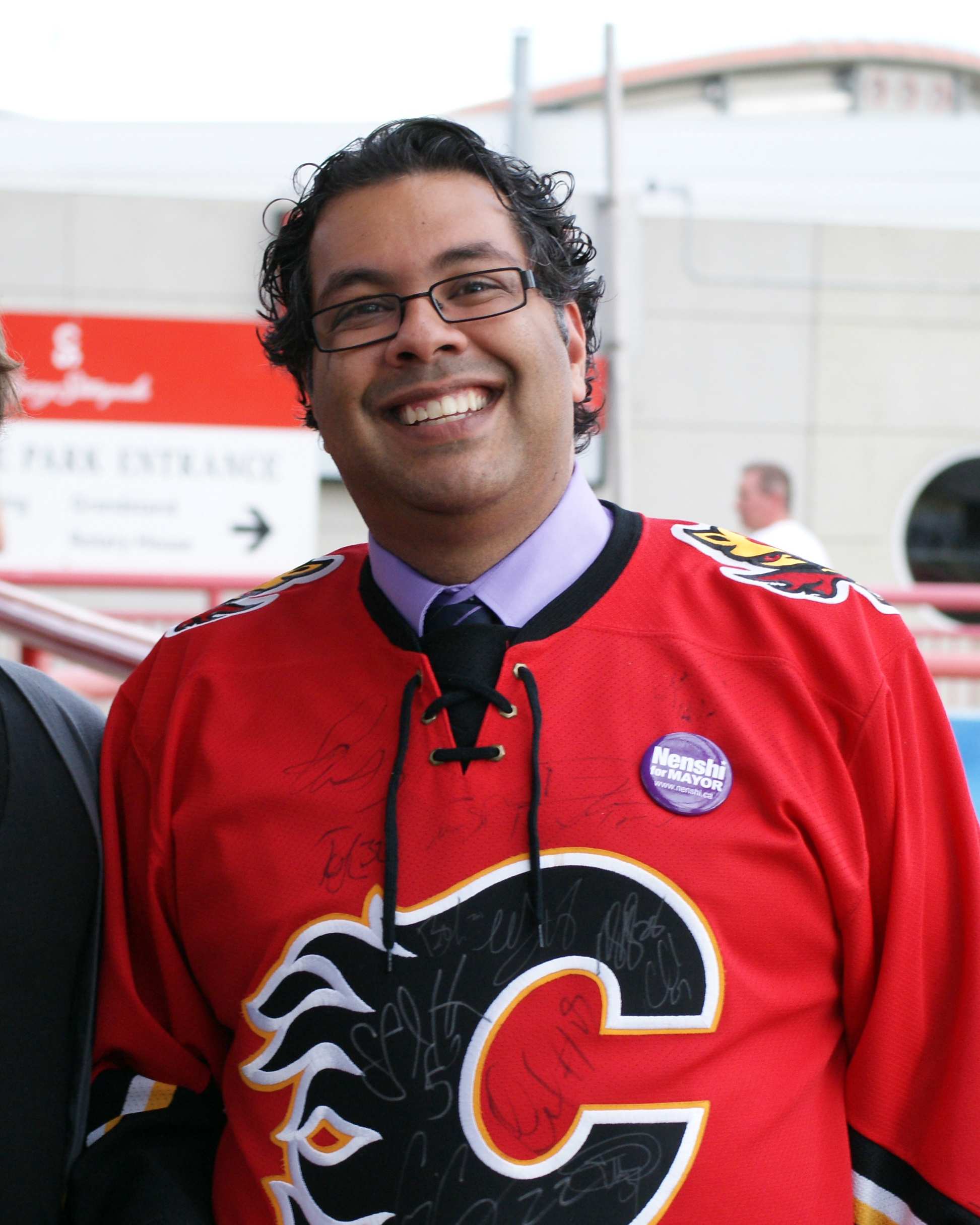
Naheed Nenshi, burmistrz Calgary i absolwent Programu GATE Rady Edukacji Calgary

Program Rady Edukacji Vancouver (ang. Vancouver Board of Education) dla uczniów szczególnie uzdolnionych nazywa się Multi-Age Cluster Class (MACC). Jest to program dla szczególnie uzdolnionych uczniów szkół podstawowych w klasach 4-7. W trakcie zgodnej z programem nauki uczniowie są zachęcani do wykorzystywania umiejętności rozumowania wyższego rzędu. Kolejną kwestią, na której skupia się program jest uczenie się w sposób autonomiczny, uczniowie zachęcani są do autorefleksji oraz poszukiwania nowych możliwości. Rekrutacja do programu odbywa się na drodze selekcji przeprowadzonej przez specjalnie powołaną w tym celu komisję. Wykorzystuje się testy na inteligencję, ale nie tylko. Uczniowie oceniani są również na podstawie osiągniętych wyników, testów zdolności poznawczych oraz poziomu motywacji. W Vancouver istnieją cztery miejsca prowadzące program MACC: klasy 4/5 i klasy 6/7 w szkole sir William Osler Elementary, klasy 5/6/7 w szkole Tecumseh Elementary oraz klasa francuska 5/6/7 w szkole Kerrrisdale Elementary.
Na mniejszą skalę Peel District School Board (PDSB) prowadzi program Regional Enhanced Program w szkole The Woodlands School (Mississauga), Lorne Park Secondary School, Glenforest Secondary School, Heart Lake Secondary School oraz Humberview Secondary School, aby zapewnić uczniom możliwość rozwijania i odkrywania ich umiejętności w poszczególnych obszarach zainteresowań. Uczniowie zidentyfikowani jako szczególnie uzdolnieni (których PDSB określa jako „uzdolnionych”, „ang. enhanced”) mogą zdecydować się na uczęszczanie do najbliższej z wymienionych szkół, zamiast szkoły przydzielonej ze względu na miejsce ich zamieszkania. W programie Regional Enhanced Program uzdolnieni uczniowie uczęszczają na podstawowe zajęcia (obejmujące przede wszystkim, chociaż nie ograniczone do języka angielskiego, matematyki i fizyki) w otoczeniu równie uzdolnionych rówieśników. Lekcje często obejmują zmodyfikowane zadania, które pobudzają kreatywność uczniów.

### Indie
W Indiach założona w 1968 Jnana Prabodhini Prashala jest prawdopodobnie pierwszą szkołą dla uczniów szczególnie uzdolnionych. Szkoła ta, zlokalizowana w centrum miasta Pune, przyjmuje co roku 80 uczniów, którzy przejdą szczegółowe testy obejmujące napisanie dwóch prac pisemnych oraz rozmowę kwalifikacyjną. Wydział psychologii w Jnana Prabodhini pracował nad modelem struktury intelektu Guilforda.

### Iran
National Organization for Development of Exceptional Talents (Narodowa organizacja na rzecz rozwoju wyjątkowych talentów) (NODET, znana również jako SAMPAD, pers. ‏سمپاد‎) to państwowe szkoły średnie stworzone w Iranie specjalnie po to, aby wspierać rozwój szczególnie utalentowanych uczniów w Iranie. NODET została założona po raz pierwszy w 1976 r., a następnie przywrócona w 1987 r.
Przyjmowanie uczniów w NODET odbywa się na zasadzie selekcji i oparte jest na ogólnokrajowej procedurze egzaminów wstępnych.
Każdego roku o przyjęcie do szkół NODET ubiegają się tysiące uczniów, z których mniej niż 5% jest wybieranych do 99 szkół średnich niższego stopnia oraz 98 szkół średnich wyższego stopnia w całym kraju.
Wszyscy kandydaci muszą zdobyć co najmniej 19 pkt (na 20 możliwych) w szkolnej skali ocen, aby mogli przystąpić do egzaminu wstępnego. W 2006 r. 87 081 chłopców i 83 596 dziewczynek z 56 miast ubiegało się o przyjęcie do szkół NODET. Ostatecznie do 2007 szkół średnich zostało przyjętych 6888 uczniów. Proces rekrutacji jest znacznie bardziej selektywny w dużych miastach. takich jak Teheran, Isfahan, Meszhed i Karadż, w których zostaje przyjętych mniej niż 150 uczniów spośród 50 000 kandydatów, po przejściu dwóch egzaminów i rozmowy kwalifikacyjnej.
Najlepsze szkoły NODET (które są jednocześnie najlepszymi szkołami w Iranie) to Allameh Helli, Shadid Madani (w Tebrizie), Farzanegan (w Teheranie), Shahid Ejei (w Isfahan), Shahid Hashemi Nejad (w Meszhed) oraz Shahid Soltani (w Karadży). Zajęcia prowadzone w szkołach NODET są zajęciami prowadzonymi na poziomie college’u w następujących dziedzinach biologia, chemia, matematyka, fizyka i język angielski. Dyrektorzy szkół NODET wybierają głównie najlepszych nauczycieli z ministerstwa edukacji. Szkoły NODET mają przeważnie dwa kierunki (normalne szkoły mają 3 kierunki), kierunek matematyczno-fizyczny oraz nauk doświadczalnych (jak matematyczno-fizyczny, ale przedmiotem głównym jest biologia). Chociaż nauki społeczne również są nauczane, nie kładzie się na nie zbytniego nacisku z powodu braku zainteresowania ze strony zarówno uczniów, jak i organizacji.

### Norwegia
Norwegia nie posiada specjalnego ośrodka dla szczególnie utalentowanych dzieci i młodzieży. Istnieje jednak prywatna organizacja Barratt Due Institute of Music, która prowadzi muzyczne przedszkole, szkołę wieczorową i liceum dla wybitnie uzdolnionych młodych muzyków. Istnieją również szkoły średnie dla talentów baletowych w Ruseløkce w Oslo, gdzie przyjmuje się 15 najbardziej utalentowanych młodych tancerzy. Jeśli chodzi o sport, istnieje prywatna szkoła Elite Sports Gymnasium (NTG), oferująca edukację w pięciu siedzibach w całej Norwegii.

### Irlandia
Na Uniwersytecie w Dublinie od 1992 działa Centre for the Talented Youth of Ireland (Centrum na rzecz utalentowanej młodzieży irlandzkiej).

### Republika Korei
W wyniku przyjęcia w 2002 ustawy dotyczącej edukacji dzieci wybitnie uzdolnionych (kor. 영재교육진흥법) Ministerstwo Edukacji, Nauki i Technologii w Korei Południowej stworzyło w 2002 krajowe centrum badawcze na rzecz ludzi wybitnie uzdolnionych i utalentowanych, aby zapewnić skuteczną implementację polityki dotyczącej nauczania ludzi wybitnie uzdolnionych. Centrum zarządzane jest przez Koreański instytut rozwoju edukacyjnego (Korean Educational Development Institute – KEDI). Obecnie 25 uniwersytetów prowadzi badania nad nauczanie ludzi wybitnie uzdolnionych i utalentowanych w różnych formach; np. na Narodowym Uniwersytecie Seulskim Science-gifted Education Center (Centrum edukacji dla utalentowanych naukowo), w Korean Advanced Institute of Science and Technology (KAIST) Global Institute for Talented Education (Światowy instytut na rzecz edukacji osób utalentowanych) (GIFTED), Korean Society for Gifted and Talented (kor. 한국영재교육학회) oraz Korean Society for the Gifted (kor. 사단법인 한국영재학회).
Nauczanie ludzi naukowo uzdolnionych w Korei rozpoczęło się w 1983, kiedy to rząd ufundował szkołę Gyeonggi Science High School. Po stworzeniu trzech kolejnych instytucji: Korean Science Academy, Seoul Science Hish School i Daegu Science High School, około 1500 lub 1 na 1 3000 (0,08%) uczniów szkół średnich uczy się w jeden z tych czterech szkół dla szczególnie utalentowanych uczniów. Do 2008 roku około 50 000 lub 1 na 140 (0,7%) uczniów szkół podstawowych i średnich niższego szczebla korzystało z edukacji dla uczniów szczególnie uzdolnionych. W 2005 zainicjowano program mający na celu identyfikację i edukację szczególnie uzdolnionych dzieci będących w niekorzystnej sytuacji społeczno-ekonomicznej. Od tamtego czasu ponad 1800 uczniów skorzystało z programu.
Z czasem zaczęto stopniowo zaczęto skupiać się na tym, żeby objąć takie dziedziny jak informatyka, sztuka, wychowanie fizyczne, kreatywne pisanie, przedmioty humanistyczne i nauki społeczne, co doprowadziło w 2008 do powstania sfinansowanego przez rząd instytutu Korean National Institute for the Gifted Arts. Aby zaspokoić potrzebę przeszkolonych, profesjonalnych nauczycieli, nauczyciele przechodzą podstawowe szkolenie (60 godzin), zaawansowane szkolenie (120 godzin) oraz szkolenie za granicą (60 godzin), aby zdobyć umiejętności niezbędne do nauczania szczególnie utalentowanej młodzieży.

### Słowacja
Szkoła dla Szczególnie Utalentowanych Dzieci w Bratysławie została założona w 1998 r. Oferuje ona nauczanie według programu APROGEN (Alternative Program for Gifted Education).

### Wielka Brytania
W Anglii zakłada się, że szkoły mają zidentyfikować 5–10% uczniów, którzy są wybitnie uzdolnieni i/lub utalentowani w porównaniu z ich rówieśnikami w danej szkole – podejście bardziej pragmatyczne (zapewniające, że szkoły zapewnią odpowiednią edukację swoim najzdolniejszym uczniom) niż oparte na zasadach (w kwestii tego w jaki sposób najlepiej jest zrozumieć pojęcia uzdolnienia). Pojęcie uzdolnienia odnosi się do tradycyjnych dziedzin naukowych, natomiast określenia utalentowany używa się w przypadku wybitnych osiągnięć w dziedzinie sztuki i sportu. National Academy for Gifted and Talented Youth (NAGTY) istniała w latach 2002–2007 na Uniwersytecie w Warwick. Władze uczelni zdecydowały nie ubiegać się o fundusze na prowadzenie NAGTY w 2007 r. i stworzyły w jej miejsce swój własny program nazwany International Gateway for Gifted Youth, który rozpoczął się w 2008 r. W styczniu 2010 r. rząd ogłosił, że program NAGTY zakończy się w następnym miesiącu.

### Hongkong

#### Definicja uzdolnienia wHongkongu
Raport nr 4 Komisji Edukacji sporządzony w 1990 rekomenduje określoną politykę w kwestii nauczania dzieci wybitnie uzdolnionych w szkołach w Hongkongu i sugeruje przyjęcie szerszej definicji uzdolnienia, uwzględniającej wiele kryteriów.
Wybitnie uzdolnione dzieci mają zazwyczaj szczególne osiągnięcia lub duży potencjał w jednej lub kilku z następujących dziedzin:
1. zmierzony wysoki poziom inteligencji;
2. szczególne umiejętności naukowe w danym obszarze tematycznym;
3. kreatywne myślenie;
4. wysoce rozwinięty talent w sztukach wizualnych i scenicznych;
5. naturalne zdolności przywódcze; oraz
6. zdolności psychomotoryczne – znakomite wyniki w sporcie, zdolności mechaniczne albo zdolności w innych dziedzinach wymagających doskonałej koordynacji psychoruchowej;

Wielowymiarowy model inteligencji był promowany przez profesora Howarda Gardnera z Harvard Graduate School of Education, który zawarł go w swojej teorii inteligencji wielorakiej. We wstępie do swojego klasycznego już dzieła pt. „Frames of Mind. The theory of multiple intelligences” napisał:
W erze rozkwitu psychometrii i behawioryzmu, powszechnie uważano, że inteligencja jest jedną całością podlegającą dziedziczeniu; a także że istoty ludzkie – będące początkowo niczym pusta kartka – mogą zostać wyszkolone do nauczenia się czegokolwiek, zakładając, że zostanie to przedstawione w odpowiedni sposób. Obecnie rosnąca liczba badaczy wierzy w coś zupełnie przeciwnego, że istnieje wiele inteligencji, całkiem niezależnych od siebie; że każda inteligencja ma swoje własne mocne strony i ograniczenia; że umysł ludzki jest daleki od bycia nieobciążonym zaraz po narodzeniu; oraz że jest nadzwyczaj trudno nauczyć człowieka czegokolwiek, wbrew wczesnym „naiwnym” teoriom mówiącym o rzucaniu wyzwań siłom natury rządzącym inteligencją. (Gardner 1993: xxiii)
Howard Gardner początkowo stworzył listę siedmiu inteligencji, chociaż potem dodał ósmą, będących nieodłączną częścią ludzkiego umysłu: językowa, logiczno-matematyczna, przestrzenna, muzyczna, cielesno-kinetyczna, intrapersonalna, interpersonalna oraz przyrodnicza.
Na całym świecie przyjęto szeroką definicję uzdolnienia, opartą na wielu kryteriach, przy tworzeniu polityki dotyczącej nauczania dzieci wybitnie uzdolnionych.
Misja i główne założenia polityki dotyczącej nauczania osób wybitnie utalentowanych w Hongkongu
Misją nauczania osób wybitnie uzdolnionych jest systematyczne i strategiczne odkrywanie i rozwijanie potencjału wybitnie utalentowanych uczniów. Wybitnie utalentowanym uczniom zapewnia się możliwości otrzymywania edukacji na odpowiednich poziomach w elastycznym środowisku nauczania i uczenia się.
Zasadami kierującymi nauczaniem osób wybitnie uzdolnionych w Hongkongu są:
- Pielęgnowanie inteligencji wielorakich jako wymóg podstawowej edukacji dla wszystkich uczniów oraz zasadnicza część misji wszystkich szkół
- Potrzeby wybitnie utalentowanych dzieci są zaspokajane w sposób najlepszy w szkołach, do który uczęszczają, chociaż uważa się, że możliwość uczenia się w grupie uczniów o podobnym poziomie inteligencji za bardzo ważną. Szkoły mają obowiązek zapewnienia stymulujących i stanowiących wyzwanie możliwości edukacyjnych swoim uczniom
- Identyfikacja wybitnie uzdolnionych uczniów powinna uwzględniać całe spektrum inteligencji wielorakich
- Szkoły powinny zapewnić zaspokojenie społecznych i emocjonalnych, jak również intelektualnych potrzeb dzieci wybitnie uzdolnionych.

#### Model nauczania uczniów wybitnie uzdolnionych w Hongkongu
W oparciu o te wytyczne przyjęto w 2000 r. trzystopniowy system nauczania uczniów wybitnie uzdolnionych. Poziomy 1 i 2 realizowane są w ramach szkoły, natomiast poziom 3 leże w gestii HKAGE. Kryjący się za tym systemem zamysł jest następujący – poziom 1 służy całej populacji szkoły, niezależnie od umiejętności, że poziom 2 dotyczy najbardziej uzdolnionych 2–10% populacji, a poziom 3 przeznaczony jest dla najlepszych 2% uczniów.
- Poziom 1:

A
Zaszczepienie w uczniach podstawowych elementów edukacji uczniów wybitnie uzdolnionych, czyli umiejętności myślenia na wyższym poziomie, kreatywności i umiejętności społecznych, zawartych w programie nauczania dla WSZYSTKICH uczniów;
B
Zróżnicowanie nauczania poprzez odpowiednie pogrupowanie uczniów, żeby zaspokoić ich różne potrzeby poprzez rozszerzenie i wzbogacenie programu nauczania wszystkich przedmiotów w zwykłych klasach.
- Poziom 2:

C
Prowadzenie wybiórczych programów o ogólnym charakterze poza normalnymi lekcjami, aby umożliwić systematyczne szkolenie dla jednolitych grup uczniów (np. szkolenie z kreatywności, szkolenie umiejętności przywódczych itp.);
D
Prowadzenie programów wybiórczych w poszczególnych obszarach (np. matematyka, sztuka itp.) poza regularnymi lekcjami, aby zapewnić systematyczne szkolenie uczniom osiągającym wybitne wyniki w poszczególnych dziedzinach.
- Poziom 3:

E
Instytucje szkolnictwa wyższego oraz inne organizacje edukacyjne, takie jak Hong Kong Academy for Gifted Education i inne uniwersytety w Hongkongu zapewniają szeroki i stale rosnący zakres programów nauczania dla wybitnie uzdolnionych uczniów.

### Stany Zjednoczone
W Stanach Zjednoczonych w każdym stanie departament edukacji określa, czy potrzeby szczególnie uzdolnionych uczniów będą zaspokajane przez instytucje edukacji publicznej. Jeśli tak, stan definiuje, którzy uczniowie otrzymają takie wsparcie. Może też, ale nie musi, określić w jaki sposób wsparcie to będzie udzielane. Jeśli stan nie uzna konieczności powstania specjalnego programu nauczania dla uczniów szczególnie uzdolnionych, możliwość taką mają poszczególne dystrykty, zatem definicja pojęcia uzdolnienia różni się nie tylko w poszczególnych stanach, ale też dystryktach.
W przeciwieństwie do pedagogiki specjalnej, nauczanie dzieci wybitnie uzdolnionych nie jest uregulowane prawem na poziomie federalnym, chociaż departament edukacji wydaje rekomendacje w tej sprawie. Finansowanie nauczania dzieci wybitnie uzdolnionych jako takie różni się w poszczególnych stanach i chociaż uczniowie mogą zostać uznani za wybitnie uzdolnionych, zakres wsparcia, jakie otrzymają może różnić się w zależności od budżetu stanu lub dystryktu.

#### Powszechnie używane pojęcia
Źródło: Pojęcia często stosowane w nauczaniu uczniów wybitnie uzdolnionych
Zróżnicowanie poleceń
Modyfikowanie programu nauczania uczniów wybitnie uzdolnionych, aby zaspokoić ich potrzeby. Modyfikacje te mogą obejmować zawartość lub poziom trudności danego materiału.
Nauczanie afektywne
Program nauczania stworzony dla uczniów wybitnie uzdolnionych, aby uczyć ich o emocjach, poczuciu własnej wartości oraz kompetencjach społecznych. Może to przynieść korzyści wszystkim uczniom, a szczególnie tym, którzy znajdują się w grupie ze znacznie starszymi uczniami albo którzy zostali odrzuceni przez swoich rówieśników.
Różnorodne grupowanie
Strategia zakładająca tworzenie grup uczniów o zróżnicowanych możliwościach, przygotowaniu lub osiągnięciach i umieszczenie ich w jednej klasie. Zazwyczaj terminologii tej używa się w przypadku uczniów pogrupowanych w konkretnej klasie, szczególnie w szkole podstawowej. Na przykład uczniowie w piątej klasie byliby różnorodnie pogrupowani na lekcjach matematyki, jeśli byliby w drodze losowania przypisywani do grup, zamiast zostania zakwalifikowanymi na podstawie osiągniętych wyników. Uważa się czasem, że różnorodne grupowanie zapewnia bardziej stymulujące środowisko dla mniej przygotowanych uczniów.
Jednorodne grupowanie
Strategia polegająca na grupowaniu uczniów według konkretnych umiejętności, stopnia przygotowania lub zainteresowań w konkretnej dziedzinie. Zazwyczaj termin ten odnosi się grupowania uczniów w poszczególnych klasach, szczególnie w szkole podstawowej. Na przykład uczniowie w piątej klasie byliby pogrupowani jednorodnie na lekcjach matematyki, jeśli zostaliby przypisani do grup na podstawie swoich umiejętności, a nie w wyniku losowania. Grupowanie jednorodne może zapewnić bardziej stymulujące środowisko uczniom najlepiej przygotowanym.
Individualized Education Program (IEP) (Zindywidualizowany Program Nauczania)
Dokument, który zajmuje się kwestią zaspokajania potrzeb uczniów wybitnie uzdolnionych w USA. Określa on warunki lokalowe, materiały oraz zasady nauki w klasie. Programy IEP są często tworzone dla uczniów niepełnosprawnych, którym w razie potrzeby IEP jest zapewniony przez prawo. W większości stanów nie ma wymogu zapewnienia IEP uczniom zidentyfikowanym jako wybitnie uzdolnieni. W przypadku niektórych uczniów szczególne uzdolnienia intelektualne mogą towarzyszyć zaburzeniom uczenia się i/lub uwagi i mogą mieć oni IEP, który obejmuje dodatkowe aktywności mające być środkiem zaradczym na nudę lub frustrację lub będące nagrodą za zdyscyplinowane zachowanie. Aby uczeń mógł uzyskać IEP, musi zostać u niego zdiagnozowane emocjonalna lub związana z uczeniem się niepełnosprawność, która nie wynika po prostu z bycia pomijanym w czasie normalnych lekcji. IEP znane są również pod nazwą Individual Program Plans (IPP)

#### Formy
Próby mające na celu zapewnienie edukacji wybitnie uzdolnionym uczniom mogą być klasyfikowane na różne sposoby. Najbardziej uzdolnieni uczniowie korzystają z kombinacji różnych koncepcji w różnych momentach życia.

##### Hobby
Aktywności takie jak czytanie, kreatywne pisanie, sport, gry komputerowe, szachy, muzyka, taniec, nauka języków obcych i sztuka stanowią dodatkowe wyzwania intelektualne, dostępne poza czasem spędzonym w szkole. Dla niektórych uczniów GATE (jeśli należą do najlepszych) władze dystryktu mogą zalecić przeskoczenie jednej klasy.

##### Wzbogacenie
Na poziomie szkoły podstawowej uczniowie spędzają czas w klasie w towarzystwie swoich rówieśników, ale otrzymują dodatkowe materiały do nauki. Wzbogacenie może polegać po prostu na daniu do wykonania zmodyfikowanego zadania lub przybrać bardziej skomplikowaną formę, jak np. programy edukacyjne Odyseja Umysłu, Destination Imagination lub konkursy naukowe jak np. Brain Bowl, Future Problem Solving, Science Olympiad, National History Day, Spelling bee. Programy obejmujące aktywności wzbogacające mogą być również organizowane poza szkołą (np. projekt ASCEND). Praca ta jest wykonywana jako dodatek do działalności szkoły, a nie zamiast niej.
Krytycy tego podejścia twierdzą, że wymaga ono od wybitnie utalentowanych uczniów wykonania większej ilości pracy, zamiast tej samej ilości pracy, ale na wyższym poziomie zaawansowania. Na poziomie szkoły średniej czasami istnieje możliwość uczęszczania na dodatkowe kursy języka angielskiego, języka hiszpańskiego, łaciny, filozofii, fizyki itp. lub zaangażowania się w aktywności ponadprogramowe. Niektórzy uważają, że konieczne jest dokonanie wyboru między przyspieszeniem a wzbogaceniem, tak jakby obydwie możliwości wzajemnie się wykluczały.

##### Kondensowanie
Materiał nauczany w szkole zostaje skondensowany po tym, jak uczniowie zostają poddani testom mającym pokazać, jakie umiejętności i jaki zakres materiału został już przez nich przyswojony. Testy te mogą być przeprowadzane codziennie (uczniowie zaczynają od rozwiązania najtrudniejszych zadań i jeśli im się uda, pomijają resztę), lub na początku tygodnia lub innego dłuższego okresu. Jeśli uczeń wykaże się odpowiednim stopniem zaawansowania, można bez problemu pominąć kolejne powtórzenia, ograniczając tym samym znudzenie i oszczędzając czas, który uczeń może poświęcić na przyswojenie trudniejszego materiału.

##### Narzucanie sobie samemu tempa nauki
Metody polegające na narzucaniu sobie samemu tempa nauki, takie jak np. metoda Montessori, stosują elastyczne metody grupowania, aby umożliwić dzieciom rozwijanie się we własnym tempie. Metoda ta może być korzystna dla wszystkich dzieci i nie jest przeznaczona specjalnie dla dzieci wybitnie uzdolnionych i utalentowanych. Umożliwia ona naukę w znacznie przyspieszonym tempie.

##### Przyspieszenie
Uczniowie zostają przeniesieni na wyższy poziom, ucząc się materiału bardziej przystosowanego do ich możliwości i przygotowania. Może ono przyjąć formę przeskoczenia jednej klasy lub nauki według normalnego programu nauczania, ale w krótszym czasie. Przyspieszenie przedmiotu (zwane również częściowym przyspieszeniem) jest elastycznym podejściem, zgodnie z którym uczeń może przyspieszyć naukę w jednym obszarze, np. matematyce czy językach, ucząc się pozostałych przedmiotów w normalnym tempie. Ten rodzaj przyspieszenia oparty jest zazwyczaj bardziej na osiągnięciach uczniów niż na IQ.
Niektóre uczelnie oferują możliwość przyspieszonego podjęcia nauki, dzięki której uczniowie mogę rozpocząć naukę w college’u wcześniej niż normalnie. W USA wiele szkół dopuszcza wcześniejsze przyjęcie na studia za zgodą władz szkoły i rodziców ucznia.
Metoda przyspieszenia udostępnia wybitnie utalentowanym uczniom materiał naukowy z ustalonego programu nauczania, który odpowiada ich możliwościom i przygotowaniu, i z tego właśnie powodu jest metodą nisko kosztową z punktu widzenia szkoły możliwością. Może to doprowadzić do tego, że mała liczba dzieci będzie uczęszczała na lekcje przeznaczone dla dzieci starszych. Jednak dla większości wybitnie utalentowanych uczniów metoda przyspieszenia jest korzystna z naukowego i społecznego punktu widzenia. „Przyspieszenie radykalne (przyspieszenie o dwa lub więcej lat) jest skuteczne pod względem naukowym i społecznym w przypadku wybitnie utalentowanych uczniów.” Niektórzy zwolennicy twierdzą, że wady zatrzymania wybitnie uzdolnionego ucznia w normalnej, mieszanej pod względem uzdolnień klasie są znacznie gorsze niż jakiekolwiek wady metody przyspieszenia. Na przykład psycholog Miraca Gross twierdzi, że: „większość tych dzieci [zatrzymanych w typowych klasach] jest społecznie odrzucona [przez swoich rówieśników o normalnym poziomie inteligencji], odizolowana i głęboko nieszczęśliwa. Dzieciom z IQ powyżej 180, które zostały zatrzymane w normalnych klasach, grozi jeszcze nawet większe ryzyko doświadczenia poważnych problemów emocjonalnych”. Dzieci poddane metodzie przyspieszenia powinny zostać umieszczone razem, w jednej klasie, jeśli to możliwe.

##### Kolokwium
Podobnie jak metoda przyspieszenia, kolokwium zapewnia uczniom szkół średnich dostęp do zaawansowanych materiałów. W ramach kolokwium uczniowie biorą udział w zaawansowanych zajęciach rodzaju Advanced Placement (AP). Jednak kolokwium różni się od zajęć AP tym, że uczniowie otrzymują zazwyczaj więcej projektów do wykonania niż zwykli uczestnicy zajęć AP. W ramach kolokwium analizują poszczególne zagadnienia bardziej dogłębnie i w inny sposób, niż studenci na normalnych zajęciach AP. Kolokwium odbywa się w tradycyjnych szkołach publicznych. W ramach kolokwium przedmioty są pogrupowane. Przedmioty uczone są o różnych porach dnia; jednak zazwyczaj materiał nauczany w ramach jednego przedmiotu łączy się z materiałem z innego przedmiotu. Na przykład jeśli uczniowie uczą się o okresie kolonialnym w historii Ameryki, mogą również analizować fragmenty Szkarłatnej litery na zajęciach z literatury. Niektóre szkoły mogą prowadzić kolokwium tylko z niektórych przedmiotów. W szkołach, które prowadzą kolokwium tylko z literatury i historii, uczniowie biorą udział w kursach Advanced Placement z matematyki i fizyki, i na odwrót.

##### Zasada pull out – wyławianie uczniów uzdolnionych
Wybitnie uzdolnieni uczniowie wyławiani są z różnorodnych klas, aby mogli część swojego czasu poświęcić na zajęcia dla uczniów wybitnie uzdolnionych. Programy te znacznie się od siebie różnią, od szczegółowo zaplanowanych, trwających pół dnia programów naukowych do cotygodniowych jednogodzinnych wyzwań edukacyjnych. Generalnie programy te są nieskuteczne w promowaniu zaawansowanego nauczania, chyba że obejmują materiał zawierający rozszerzenie i wzbogacenie materiału zawartego w programie nauczania. Większość tego typu programów obejmuje ćwiczenia na myślenie krytyczne, ćwiczenia na kreatywność oraz tematy zwyczajowo nieobejmowane przez normalne programy nauczania. Duża część materiału wprowadzonego w programach wyławiania uczniów wybitnie uzdolnionych zajmuje się badaniem logiki i jej zastosowania w różnych obszarach, od filozofii po matematykę. Uczniowie są zachęcani do stosowania rozumowania empirycznego w codziennej edukacji zarówno w klasie, jak i poza nią. Na niektórych podstawowych lekcjach, takich jak matematyka, uczniowie są podzieleni na grupy w oparciu o poziom, który reprezentują: najwyższy (wybitnie utalentowani), średni i najniższy.

##### Tworzenie klastrów
Tworzenie klastrów polega na zebraniu od 4 do 6 wybitnie uzdolnionych i utalentowanych lub osiągających doskonałe wyniki w nauce uczniów w jednej klasie na cały dzień. Nauczyciele klastrów zostają specjalnie przeszkoleni w różnicowaniu materiału dla uzdolnionych uczniów. Klastry są zazwyczaj wykorzystywane w starszych klasach szkoły podstawowej. W ramach klastra nauczanie może obejmować rozszerzenie i wzbogacenie materiału z programu nauczania, wstępne testy i różnicowanie, kondensowanie i przyspieszone tempo uczenia oraz większą złożoność materiału.

##### Letnie programy Summer Enrichment Programs (USA)
Programy te oferują szeroki wachlarz kursów, które odbywają się głównie latem. Szkoły letnie sa popularne w Stanach Zjednoczonych. Wymagają one opłaty. Zazwyczaj skupiają się na jednym przedmiocie, zajęciach przez cały czas trwania semestru.
Kilka przykładów takich programów:
- University of Iowa College of Education’s Belin-Blank Honors Center
- Wesleyan Summer Gifted Program at West Virginia Wesleyan College
- The College of William and Mary, Precollegiate Programs, Williamsburg, VA
- Montclair State University, Academcially Gifted and Talented program, Montclair, NJ
- GERI: Gifted Education Resource Institute, Purdue University
- The Johns Hopkins University
- C-MITES
- Center for Talented Youth
- CTYI
- Center for Talent Development
- Plymouth Antiquarian Society
- Summer Enrichment Workshop – University of Alabama-Tuscaloosa
- Western Kentucky University Center for Gifted Studies

W Stanach Zjednoczonych poza programami stworzonymi przez państwo, niektóre hrabstwa również organizują swoje własne programy dla uczniów wybitnie uzdolnionych i utalentowanych (Talented and Gifted Programs – TAG). Czasami oznacza to, że poszczególne hrabstwa tworzą swoje własne programy TAG; czasami kilka hrabstw łączy siły, jeśli okazuje się, że nie ma w nich wystarczająco dużo wybitnie uzdolnionych uczniów. Generalnie program TAG skupia się na konkretnej grupie wiekowej, szczególnie lokalne programy TAG. Może to oznaczać dzieci ze szkoły podstawowej, młodzież licealną (dzieci w wieku 9 – 14 lat).
Kursy te są generalnie organizowane w taki sposób, żeby uczniowie mieli możliwość wybrania wielu zajęć, w których chcą uczestniczyć. Oferowane zajęcia często różnią się pod względem przedmiotów, ale są zazwyczaj ściśle naukowo związane z jakimś tematem. Na przykład kurs TAG z historii mógłby dotyczyć jakiegoś wydarzenia z historii, które następnie mogłoby zostać przedstawione rodzicom w formie przedstawienia podczas ostatniego wieczoru kursu. Kursy te zaprojektowane są tak, aby zmuszały uczniów do myślenia w inny sposób, tak aby nie byli tylko biernymi słuchaczami wykładów.

##### Oddzielne klasy i szkoły
Wybitnie utalentowani uczniowie uczą się albo w oddzielnych klasach albo oddzielnych szkołach. Klasy takie nazywane są czasem „Congregated Gifted Class”
Oddzielne i niezależne szkoły są szkołami, których najważniejszą misją jest zaspokajanie potrzeb osób wybitnie naukowo uzdolnionych. Szkoły takie są stosunkowo rzadkie i rodzinom często trudno jest je znaleźć. Innym źródłem, z którego można skorzystać, aby znaleźć szkoły dla uczniów wybitnie uzdolnionych w USA jest „Resource Directory” stowarzyszenia National Association for Gifted Children, dostępne na stronie internetowej stowarzyszenia. Szkoły takie często muszą włożyć dużo pracy w to, żeby obronić swoją misję przez zarzutami elitaryzmu, wspierać rozwój zawodowy i szkolenie swoich pracowników, stworzyć programy nauczania, które zaspokoją społeczne, emocjonalne i naukowe talenty ich uczniów oraz wyedukować populację rodziców uczniów w każdym wieku.
Niektóre klasy dla uczniów wybitnie utalentowanych i uzdolnionych oferują nadzorowane badania, w trakcie których uczniowie sami prowadzą zajęcia i decydują o swoich własnych projektach, testach i innych zadaniach.
Oddzielne klasy i szkoły są zazwyczaj droższe od zwykłych zajęć, z uwagi na mniejszą liczebność klas. Szkoły non-profit oferują często niższe opłaty niż szkoły komercyjne. Tak czy inaczej, cieszą się one dużą popularnością i jest na nie duże zapotrzebowanie, a rodzice muszą pokrywać część kosztów nauki.

##### Nauczanie w domu w USA
Określenie zbiorowe pod którym kryją się niezliczone możliwości nauczania dzieci wybitnie uzdolnionych: nauczanie w niepełnym wymiarze godzin, nauczanie w domu, klasy, grupy, mentorzy i tutorzy oraz unschooling. W wielu amerykańskich stanach szybko rośnie populacja wybitnie uzdolnionych uczniów, którzy nauczani są w domu w związku z tym, że miejscowe szkoły mierzą się z cięciami budżetowymi i znacznie ograniczają istniejące programy dla uczniów wybitnie uzdolnionych. W związku z tym rodziny szukają rozwiązań dostosowanych do unikalnych potrzeb ich dzieci.

#### Identyfikowanie dzieci wybitnie uzdolnionych
Termin Gifted Assessment (ocena osoby wybitnie uzdolnionej) oznacza zazwyczaj proces, w którym wykorzystywane są oparte na odpowiednich normach testy psychometryczne przeprowadzane przez wykwalifikowanych psychologów i specjalistów od psychometrii, aby zidentyfikować dzieci, których intelekt funkcjonuje na bardziej zaawansowanym poziomie w porównaniu do odpowiedniej grupy referencyjnej (np. osób w tym samym wieku, tej samej płci, pochodzące z tego samego kraju). Wynik graniczny dla zróżnicowania tych grup jest zazwyczaj określany przez radę szkoły i może się nieznacznie różnić na różnych obszarach, jednak większość szkół definiuję tę grupę jako uczniów znajdujących się w 2 percentylach najlepszych, którzy zdawali uznawane testy na (poznawczą) inteligencję funkcjonalną lub IQ. Rady niektórych szkół wymagają także od uczniów zaprezentowania zaawansowanej postawy naukowej na zindywidualizowanych testach i/lub poprzez ich wyniki w szkole. Zidentyfikowanie wybitnie uzdolnionych dzieci jest często trudne, ale jest niezwykle ważne, ponieważ zwykli nauczyciele w szkołach nie są odpowiednio wykwalifikowani, żeby mogli uczyć wybitnie uzdolnione dzieci. Może doprowadzić to do tego, że wybitnie uzdolnione dziecko będzie znudzone lekcjami, będzie miało złe oceny i będzie się źle zachowywało w klasie.
Indywidualne testy na inteligencję stanowią zazwyczaj optymalna metodę identyfikacji szczególnych uzdolnień wśród dzieci. W związku z tym egzaminujący stosują cały wachlarz testów, aby określić czy dziecko jest wybitnie uzdolnione, a dopiero potem przechodzą do dalszego różnicowania. Robią to zazwyczaj używając indywidualnych testów na inteligencję, a następnie testów grupowych lub testów na indywidualne osiągnięcia. Nie ma przyjętej metody, których testów powinno się używać, jako że każdy z nich pełni inną rolę.
Dwoma najbardziej popularnymi testami używanymi do identyfikacji szczególnych uzdolnień u dzieci w wieku szkolnym są skala inteligencji Wechslera dla dzieci (WISC-IV) i skala IQ Stanford-Bineta. Test indywidualnych osiągnięć Wechslera (Wechsler Individual Achievement Test WIAT-III) uważany jest za najpopularniejszy test osiągnięć naukowych mający określić wiedzę przyswojoną przez dziecko.
Chociaż w 2014 roku stworzoną nowszą wersję skali WISC, WISC-V, to wersja WISC-IV właśnie jest nadal najbardziej rozpowszechniona. Została ona przetłumaczona na wiele języków, w tym hiszpański, portugalski, norweski, szwedzki, francuski, niemiecki, holenderski, japoński, chiński, koreański i włoski. Skala WISC-IV ocenia możliwości poznawcze dziecka, z uwzględnieniem grupy wiekowej, do której należy. W połączeniu z wynikami uzyskanymi na innych testach, WISC dokładnie określa potrzeby rozwojowe i psychologiczne, które dziecko może mieć w przyszłości.
Test na inteligencję Stanford-Bineta (edycja piąta) (SB5) jest testem, który określa zdolności poznawcze i może zostać zastosowany u osób należących do praktycznie każdej grupy wiekowej. Ocenia on serię wskaźników inteligencji, w tym płynność rozumowania, wiedzę ogólną, rozumowanie ilościowe, wyobraźnię przestrzenną oraz pamięć roboczą. SB5 wykorzystuje testy zarówno werbalne, jak i niewerbalne.
Test WIAT-III nie może ocenić wszystkich składników nabytej wiedzy, ale umożliwia on zrozumienie zdolności dziecka do przyswajania różnych umiejętności i wiedzy na drodze formalnej edukacji. Test ten mierzy różne aspekty procesu uczenia się, które mają miejsce w tradycyjnym środowisku szkolnym, czytania, pisania, matematyki oraz języka. Chociaż WIAT-III bada szeroki zakres materiału, został on zaprojektowany głównie do oceny nauki dzieci, które nie wkroczyły jeszcze w wiek nastoletni.
Istnieją wersje tych testów dla każdej grupy wiekowej. Jednak zaleca się, żeby rozpocząć ocenianie tak wcześnie jak to tylko możliwe (optymalnym wiekiem na przeprowadzenie testów jest 8 lat). Przeprowadzenie testów pozwala na określenie szczególnych potrzeb uczniów i pomoc w zaplanowaniu ich edukacji na wczesnym etapie.
Badanie osiągnięć poza grupą (ang. out-of-group achievement testing) (wcześniejsze podchodzenie do testów SAT lub ACT) może również być przydatne w identyfikacji uczniów wybitnie uzdolnionych na wczesnym etapie i jest stosowane w wielu programach badawczych wykorzystywanych w programach nauczania. Badanie to może również pomóc w różnicowaniu dzieci, które osiągnęły najwyższe wyniki podczas jednek testu na inteligencję.

## Kontrowersje
Kontrowersje dotyczące nauczania osób wybitnie uzdolnionych są bardzo zróżnicowane i często mają podłoże polityczne. Dotyczą one tak podstawowych kwestii jak stosowność określenia wybitnie uzdolniony oraz definicji pojęcia uzdolnienie. Na przykład czy pojęcie uzdolnienie odnosi się do osiągniętych wyników czy przejawianego potencjału (jak na przykład wrodzona inteligencja)? U wielu uczniów nie idą one ze sobą w parze.
Sposoby pomiaru inteligencji ogólnej również wzbudzają wiele kontrowersji. Wczesne testy na inteligencję notorycznie dawały wyższe wyniki w przypadku osób należących do uprzywilejowanych ras i klas, a także wyniki zaniżone w przypadku grup znajdujących się w niekorzystnej sytuacji. Chociaż w ciągu ostatnich 50 lat testy na inteligencję zmieniły się w znacznym stopniu i na wiele zarzutów wobec nich odpowiedziano poprzez testy „neutralne kulturowo” (takie jak test matryc Ravena), nadal pozostają one tematem kontrowersyjnym. Niezależnie od testów stosowanych w celu zidentyfikowania wybitnie uzdolnionych dzieci, wiele okręgów szkolnych w USA nadal ma nieproporcjonalnie więcej uczniów białych i azjatyckiego pochodzenia biorących udział w programach dla uczniów wybitnie uzdolnionych, podczas gdy uczniowie pochodzenia latynoskiego i afroamerykańskiego są zazwyczaj w mniejszości. Badania pokazują jednak, że może nie być to wina testów, ale raczej różnic w osiągnięciach uczniów w USA.
Niektóre szkoły i okręgi przyjmują jedynie testy na inteligencję jako dowód wybitnych uzdolnień. Wiąże się to z tym, że wiele prominentnych rodzin stać na konsultacje z psychologiem edukacyjnym, podczas gdy rodziny o ograniczonych dochodach nie mogą sobie na to pozwolić i muszą polegać na tym, co oferują im okręgi.

### Płeć
Kolejnym kontrowersyjną kwestią jest marginalizacja wybitnie utalentowanych kobiet, w badaniach, które różnice w zdolnościach w zakresie zaawansowanej matematyki między chłopcami i dziewczynkami przypisują poczuciu własnej skuteczności, akulturacji oraz uwarunkowaniom biologicznym.

### Klasa i pochodzenie
Programy dla uczniów wybitnie uzdolnionych postrzegane są często jako elitarystyczne, w miejscach w których większość uczniów biorących w nich udział pochodzi ze środowisk uprzywilejowanych. Identyfikowanie i obejmowanie programem dzieci ze środowisk biedniejszych stanowi wyzwanie, począwszy od kwestii emocjonalnych wynikających z niestabilności finansowej rodziny, aż po luki w rozwoju poznawczych na poziomie przedszkolnym wynikające z braku edukacji w tamtym okresie.
W Nowym Jorku doświadczenie pokazało, że opieranie naboru do programów dla uczniów wybitnie uzdolnionych i utalentowanych na wszelkiego rodzaju testach może prowadzić do wyboru uczniów w większości pochodzących z klasy średniej, białych lub azjatyckiego pochodzenia oraz rozwój większej ilości programów w szkołach, do których uczniowie tacy uczęszczają.

### Odpowiedniość form nauczania dzieci wybitnie uzdolnionych
Jest to najgoręcej dyskutowany aspekt nauczania osób wybitnie uzdolnionych. Niektórzy ludzie wierzą, że programom nauczania osób wybitnie uzdolnionych brakuje dostępności i elastyczności. Uważają oni, że w przypadku alternatywnych metod nauczania dzieci wybitnie uzdolnionych, uczniów omija „normalne” dzieciństwo, o ile „normalne dzieciństwo” definiujemy jako uczęszczanie do klas mieszanych pod względem uzdolnień. Inni wierzą, że nauczanie osób wybitnie uzdolnionych pozwala tym osobom na interakcje z rówieśnikami będącymi na tym samym poziomie, na stawianie im bardziej odpowiednich wyzwań, a także na lepsze przygotowanie ich do podejmowania wyzwań w życiu codziennym.
Innym kontrowersyjnym aspektem jest skuteczność programów zależnych od zasobów, które ukierunkowane są bardziej na uczniów, którzy mają trudności. Nauczanie osób wybitnie uzdolnionych nie jest obowiązkowe w wielu stanach, co sprawia, że dystrykty same podejmują decyzję o ich wprowadzeniu i przeznaczeniu na nie pieniędzy. Wiele mających gorsze osiągnięcia dystryktów i szkół musi podejmować kryzysowe decyzje dotyczące programów, które nie są najwyżej na liście priorytetów. W rezultacie potrzeby uczniów wybitnie uzdolnionych w takich szkołach nie są zaspokajane w ogóle albo są zaspokajane w sposób niewystarczający.

### Aspekt emocjonalny
Podczas gdy uzdolnienie uważane jest z naukowego punktu widzenia za zaletę, pod względem psychologicznym może ono stawiać przed utalentowanym uczniem inne wyzwania. Osoba rozwinięta intelektualnie, może nie być aż tak rozwinięta w innych obszarach. Każdy uczeń powinien zostać poddany ocenie pod względem umiejętności fizycznych, społecznych i emocjonalnych, bez tradycyjnych uprzedzeń, które mówią albo o słabościach „kompensacyjnych” albo zaawansowanym „dopasowaniu” w tych obszarach.
Błędnym jest powszechne przekonanie mówiące, że wybitnie uzdolnieni uczniowie są uzdolnieniu we wszystkich dziedzinach nauki, i może pociągać ono za sobą negatywne dla uczniów skutki. Często zarówno rodzice, jak i nauczyciele mają nierealistycznie wysokie oczekiwania dotyczące sukcesów naukowych w stosunku do wybitnie uzdolnionych uczniów. Presja ta może wywoływać u dzieci wysoki poziom lęku, nadmierny perfekcjonizm oraz rozwinąć u nich lęk przed porażką. Wybitnie uzdolnieni uczniowie zaczynają definiować samych siebie i swoją tożsamość poprzez swoje uzdolnienia, co może być problematyczne, ponieważ ich samoocena może się załamać, jeśli nie spełnią pokładanych w nich kompletnie nierealistycznych nadziei i oczekiwań.
Osobie ze znaczącym talentem naukowym często trudno jest odnaleźć się wśród szkolnych rówieśników. Presja ta często traci na sile w życiu dorosłym, ale może odcisnąć znaczące negatywne piętno na rozwoju emocjonalnym osób wybitnie uzdolnionych.
Presja społeczna może wywołać u dzieci mechanizm „umniejszania” swojej inteligencji, aby łatwiej było się im wmieszać w środowisko innych uczniów. „Umniejszanie” jest strategią wykorzystywaną często przez uczniów, u których zdiagnozowano zaburzenia depresyjne i spotyka się je częściej w przypadku młodzieży przenikliwej społecznie. Zachowanie takie jest zazwyczaj zwalczane przez nauczycieli, jeśli tylko zostanie zauważone. Niestety ci sami nauczyciele, którzy chcą, aby uczniowie rozwijali swoje uzdolnienia i talenty, są często zmuszani do zniechęcania ich w klasach mieszanych pod względem poziomu uzdolnienia poprzez mechanizmy takie jak nieudzielanie wybitnie uzdolnionym uczniom głosu w klasie po to, żeby inni uczniowie mieli okazję się wykazać.
Jest bardziej prawdopodobnym, że młodzi, entuzjastyczni lub agresywni uczniowie będą przyciągać uwagę i zakłócać przebieg lekcji poprzez pracę w szybszym tempie, udzielanie cały czas poprawnych odpowiedzi, proszenie o nowe zadania lub znajdowanie kreatywnych sposobów na nienudzenie się, podczas gdy reszta klasy kończy rozwiązywanie zadań. Zachowanie takie może być mylone z ADHD.
Wielu rodziców wybitnie uzdolnionych dzieci uważa, że ich dzieci potrzebują wsparcia w aspekcie społeczno-emocjonalnym ich życia. Szkoły i programy dla uczniów wybitnie uzdolnionych często skupiają się bardziej na rozwoju naukowym niż zapewnieniu wybitnie uzdolnionym dzieciom czasu na społeczne interakcje z rówieśnikami, które są konieczne dla zdrowego rozwoju. Organizacje działające na terenie całego kraju, takie jak Supporting Emotional Needs of the Gifted SENG oraz liczne organizacje lokalne powstały z potrzeby zaspokojenia takich właśnie potrzeb.
Może się również zdarzyć, że niektórzy uczniowie, których nie zidentyfikowano jako wybitnie uzdolnionych, będą się nudzić w trakcie lekcji, śnić na jawie i tracić poczucie czasu i miejsca, i że wówczas nauczyciele nabiorą przekonania, że uczniowie ci są opóźnieni i nie dają sobie rady z przerabianym materiałem.
I w końcu, w przypadku wybitnie uzdolnionych i utalentowanych uczniowie bardziej prawdopodobne jest zdiagnozowanie zaburzeń psychicznych takich jak choroba afektywna dwubiegunowa oraz wystąpienie uzależnienia od narkotyków lub alkoholu. Wybitnie uzdolnieni i utalentowani uczniowie są również bardziej podatni na współwystępowanie trudności w uczeniu się. Wybitnie uzdolnieni uczniowie z trudnościami w uczeniu się określani są często mianem „twice exceptional” (podwójnie wyjątkowi). Uczniowie tacy wymagają szczególnej uwagi w szkole.

### Przygotowanie do testu
W Stanach Zjednoczonych, szczególnie w Nowym Jorku, gdzie dzieci już w wieku 4 lat zapisywane są do specjalnych grup przedszkolnych w szkołach publicznych, powstała cała branża zajmująca się przygotowywaniem do testów na inteligencję. Zajmuje się ona monitorowaniem rodzajów testów, którym poddawani są przyszli uczniowie programów dla uzdolnionych i utalentowanych uczniów. Może to poskutkować przyjęciem do programu znacznej liczby dzieci, które nie posiadają zwiększonej inteligencji oraz wykluczeniem uczniów, którzy nie uczestniczyli w zajęciach przygotowujących do testów z powodu braku środków lub możliwości.
Przygotowanie dziecka do zdania WISC lub innych testów dla osób wybitnie uzdolnionych i utalentowanych jest praktycznie niemożliwe. Niektóre strony internetowe publikują pytania i odpowiedzi z testów, chociaż wykorzystanie ich jest w USA uważane za nielegalne, ponieważ są to ściśle poufne informacje. Umieszczenie zwykłego dziecka w programie dla dzieci wybitnie uzdolnionych i utalentowanych miałoby katastrofalne skutki. Nauka pytań i odpowiedzi z prawdziwych testów może być myląca dla dzieci i hamować ich naturalne procesy myślenia, chociaż przerabianie pytań w podobnej formie pozostaje dostępną możliwością.
Prywatna ocena uzdolnień dzieci jest zazwyczaj droga i nauczyciele często doradzają rodzicom, żeby skorzystali z testów online w celu wstępnego sprawdzenia, czy dziecko jest wybitnie uzdolnione. Innym sposobem wstępnego sprawdzenia czy dziecko jest wybitnie uzdolnione przed właściwą oceną psychologiczną jest dokonanie oceny na podstawie programu nauczania. Jest to rodzaj testów, które skupiają się na tym, czego dziecko zostało nauczone w szkole. Mogą zostać one wykonane przez szkołę lub przez prywatne centra edukacji. Chociaż mogą one wskazać czy wyniki osiągane przez dziecko w szkole wskazują na potencjalne wybitne uzdolnienie. Mogą pojawić się jednak pewne komplikacje. Na przykład jeśli dziecko zmienia okręg szkolny lub kraj zamieszkania, różna terminologia użyta w programie nauczania może spowodować jego cofnięcie się. Ponadto, rozbieżności między okręgami szkolnymi oraz rozróżnienie na edukację prywatną i publiczną, sprawiają, że powstaje wiele potencjalnych baz przyswajanej wiedzy.